# 愛知県立刈谷工科高等学校
愛知県立刈谷工科高等学校（あいちけんりつ かりやこうかこうとうがっこう）は、愛知県刈谷市矢場町にある県立高等学校である。

## 沿革
- 1963年（昭和38年）4月1日 - 刈谷工業高等学校として開校。
- 2021年（令和3年）4月 - 刈谷工科高等学校に校名変更[1]。電気科をIT工学科と電気科に分離、電気科に生活コースを設置。

## 学校行事
- 4月 - 入学式、始業式
- 5月 - オリエンテーション合宿（1年）、530運動、県工研総合競技大会、体力テスト
- 6月 - 球技大会
- 7月 - 終業式
- 8月 - 中学生体験入学
- 9月 - 始業式、就職試験開始
- 10月 - 体育大会、530運動
- 11月 - 文化祭
- 12月 - 530運動、終業式
- 1月 - 始業式、修学旅行（2年）
- 2月 - 予餞会
- 3月 - 卒業式

## 部活動

### 運動部
- 野球（硬式）
- バスケットボール
- サッカー
- 弓道
- バレーボール
- ハンドボール
- ソフトボール
- 陸上
- 剣道
- 柔道
- 水泳
- テニス
- ソフトテニス
- 空手道
- 卓球
- ボクシング

### 文化部
- 電気技術
- 囲碁
- 将棋
- 茶華道
- 科学
- 自動車
- 写真
- 生産技術

## 交通アクセス
- JR東海道本線 逢妻駅から徒歩で約10分。
- JR東海道本線・名鉄三河線 刈谷駅から徒歩で約15分。

## 主な卒業生
- 吉田光範（元サッカー日本代表）
- * 伊藤裕正（俳優、元メジャーリーグ・ニューヨークヤンキース選手）
- 平本真之（競艇選手）
- IKE（歌手・SPYAIR-ボーカル）
- 荒川俊治（実業家 エス・バイ・エル元代表取締役社長）
- 片山雄哉（プロ野球選手）
- AKASAKI　(シンガーソングライター）
- 苅谷達也（音楽プロデューサー、ディレクター、ドラマー）

## 不祥事

### 野球部監督による指導死事件
学習指導要領においては課外活動である部活動の出欠は所属部員生徒の自由意志で、部活動の入退は生徒本人の任意であるとされる。当該高では顧問教員が部員生徒に対する入退部の権限を持ち、保護者らもそれを是としていたとされる。
同校男子硬式野球部の部員生徒に加害を加える指導は同部保護者らから高い評価を得ていた。
その一方、同部員の2年生男子生徒は小学生時より怒声と叱責が飛ぶ練習指導を嫌っていたとされる。
2011年（平成23年）5月下旬、同部2軍監督が当該部員生徒にユニフォームの返却と同部活動の場から去るよう指導。以降、課外活動には参加せずに通常通り通学。同年6月6日、同部副部長が同部主将を通じて当該男子生徒を呼び出す。後、2度目の呼び出しには応じず下校。
2011年（平成23年）6月9日、当該男子部員が副部長の呼び出しを受けた後に失踪、近隣の廃車置場の廃車内で一酸化炭素中毒死をする自死事件が発生。自死男子生徒の葬式が執り行われた後、同部保護者が自死生徒宅を訪れ部活動に暴行は前提云々なる死んだ兄を両親に詰るかような場を妹（当時小学校6年生）が目撃。
この自死事案を受け愛知県教育委員会の設置した第三者委員会が詳細な調査を実施。学校側が作成した事故報告書には、間違いや、家庭の事情などに明らかな間違いが記載されていた。その結果、同部副部長の男性教諭から執拗に暴言を受けていたことの他、顧問が他の部員らに対し暴行を執拗に行っていた場を目撃した事で指導内容に慄き同部総監督に入部辞退を申し出るも取り扱ってもらえず、欝状態が進行したことが原因であると結論付けられた後、被害生徒の遺族が不服審査請求。
2016年（平成28年）3月15日付、スポーツ振興センターが「学校の管理下において発生した事件に起因する死亡」と認めた。
2018年（平成30年）5月23日付、愛知県弁護士会が「人権侵害にあたる」として警告書を元副部長の教諭に対し提出。
副部長による体罰を把握せず、もう少し頑張らせることも必要と思い、「辞めちゃダメだ。逃げるな」を突き返した当時の監督は、「死ぬほどつらいと思っていたことに、なんで気付いてやれんかったのか。死ぬまで心の中に持っとかなきゃならん十字架なんです」と自責の念を感じ、「自分に野球を教える資格はない」と野球から離れ、2017年（平成29年）に教職を退いている。